# 기독교 영화 목록
다음은 저명한 기독교 영화 목록이다.

## 1930년 이전
- 인톨러런스
- 십계 (1923년 영화)
- 벤허 (1925년 영화)
- 왕중왕 (1927년 영화)

## 1930년대
- 샌프란시스코 (영화)
- 소년의 거리
- 더럽혀진 얼굴의 천사

## 1940년대
- 요크 상사 (영화)
- 한 발은 천국에
- 악마와 다니엘 웹스터
- 천국은 기다려준다
- 베르나데트의 노래
- 나의 길을 가련다
- 천국의 열쇠
- 도리언 그레이의 초상 (1945년 영화)
- 성 메리 성당의 종
- 드래곤윅
- 주교의 부인
- 쓰리 가드파더
- 삼손과 데릴라 (1949년 영화)

## 1950년대
- 프란체스코, 신의 어릿광대
- 쿠오 바디스 (1951년 영화)
- 나는 고백한다
- 성의 (영화)
- 드미트리우스와 검투사들
- 은배
- 에덴의 동쪽 (영화)
- 우정있는 설복
- 십계 (1956년 영화)
- 벤허 (1959년 영화)

## 1960년대
- 왕중왕 (1961년 영화)
- 바라바 (1961년 영화)
- 들백합
- 마태복음 (영화)
- 최고의 이야기
- 아거니 앤 엑스터시
- 일곱 여인
- 사계절의 사나이
- 안드레이 루블료프 (영화)
- 슈즈 오브 더 피셔먼

## 1970년대
- 자니 총을 얻다
- 여교황 조안 (1972년 영화)
- 성프란체스코 (영화)
- 지저스 크라이스트 슈퍼스타 (영화)
- 오, 하느님!
- 안토니오 디 파도바
- 예수 (1979년 영화)

## 1980년대
- 불의 전차
- 텐더 머시스
- 미션 (1986년 영화)
- 굿바이 칠드런
- 세븐 싸인
- 그리스도 최후의 유혹
- 몬트리올 예수
- 암살의 그림자

## 1990년대
- 게티즈버그 (1993년 영화)
- 스핏파이어 그릴
- 데드 맨 워킹 (영화)
- 사도 (1997년 영화)
- 이집트 왕자

## 2000년대
- 패트리어트: 늪 속의 여우
- 체이서 (2000년 영화)
- 이집트 왕자 2: 요셉 이야기
- 아멘 (2002년 영화)
- 극장판 야채극장 베지테일
- 신의 영웅들
- 루터 (2003년 영화)
- 달콤한 악마의 유혹
- 패션 오브 크라이스트
- 메리 크리스마스 (2005년 영화)
- 위대한 침묵 (2005년 영화)
- 지저스 캠프
- 어메이징 그레이스 (2006년 영화)
- 믿음의 승부
- 왕과의 하룻밤
- 오스트로브 (영화)
- 네티비티 스토리: 위대한 탄생
- 나쵸 리브레
- 에반 올마이티
- 파이어프루프 - 사랑의 도전
- 블라인드 사이드

## 2010년대
- 신과 인간
- 더 웨이 (영화)
- 트리 오브 라이프
- 5쿼터
- 소울 서퍼
- 유다의 사자: 부활절 대모험
- 용기와 구원
- 조이풀 노이즈
- 마더 데레사의 편지
- 선 오브 갓
- 신은 죽지 않았다
- 노아 (2014년 영화)
- 천국에 다녀온 소년
- 리바이어던 (2014년 영화)
- 151경기
- 레프트 비하인드 (2014년 영화)
- 23 블래스트
- 엑소더스: 신들과 왕들
- 광야의 40일
- 드롭박스 (영화)
- 신을 믿습니까?
- 리틀 보이 (영화)
- 워 룸 (2015년 영화)
- 캡티브
- 부활 (2016년 영화)
- 미라클 프롬 헤븐
- 신은 죽지 않았다 2
- 벤허 (2016년 영화)
- 핵소 고지
- 더 프로미스 (영화)
- 사일런스 (2016년 영화)
- 오두막 (영화)
- 예수는 역사다
- 더 크리스마스
- 삼손 (영화)
- 아이 캔 온리 이매진
- 막달라 마리아: 부활의 증인
- 바울 (영화)
- 신은 죽지 않았다 3
- 프란치스코 교황: 맨 오브 히스 워드
- 해리엇 (영화)
- 기적의 소년
- 언플랜드
- 히든 라이프
- 두 교황

## 2020년대
- 아이 스틸 빌리브
- 파티마의 기적 (2020년 영화)
- 용기와 구원
- 리디밍 러브

## 출시 예정
- 곰부르자